# Lisbeth de Glymes-Berghes
Lisbeth de Glymes-Berghes, est une religieuse cistercienne qui fut la 28e abbesse de l'abbaye de la Cambre.

## Héraldique
De la noble Maison de Glymes, Seigneurs de Zevenberge, Berghes, etc.; coupé: au 1, parti: a. de sable au lion d'or, armé et lampassé de gueules (Brabant) ; b. d'or à trois pals de gueules (Berthout de Malines) ; au 2, de sinople, à trois macles d'argent (Bautersem).

## Galerie

Gravure des viviers de la Cambre au XVIe siècle
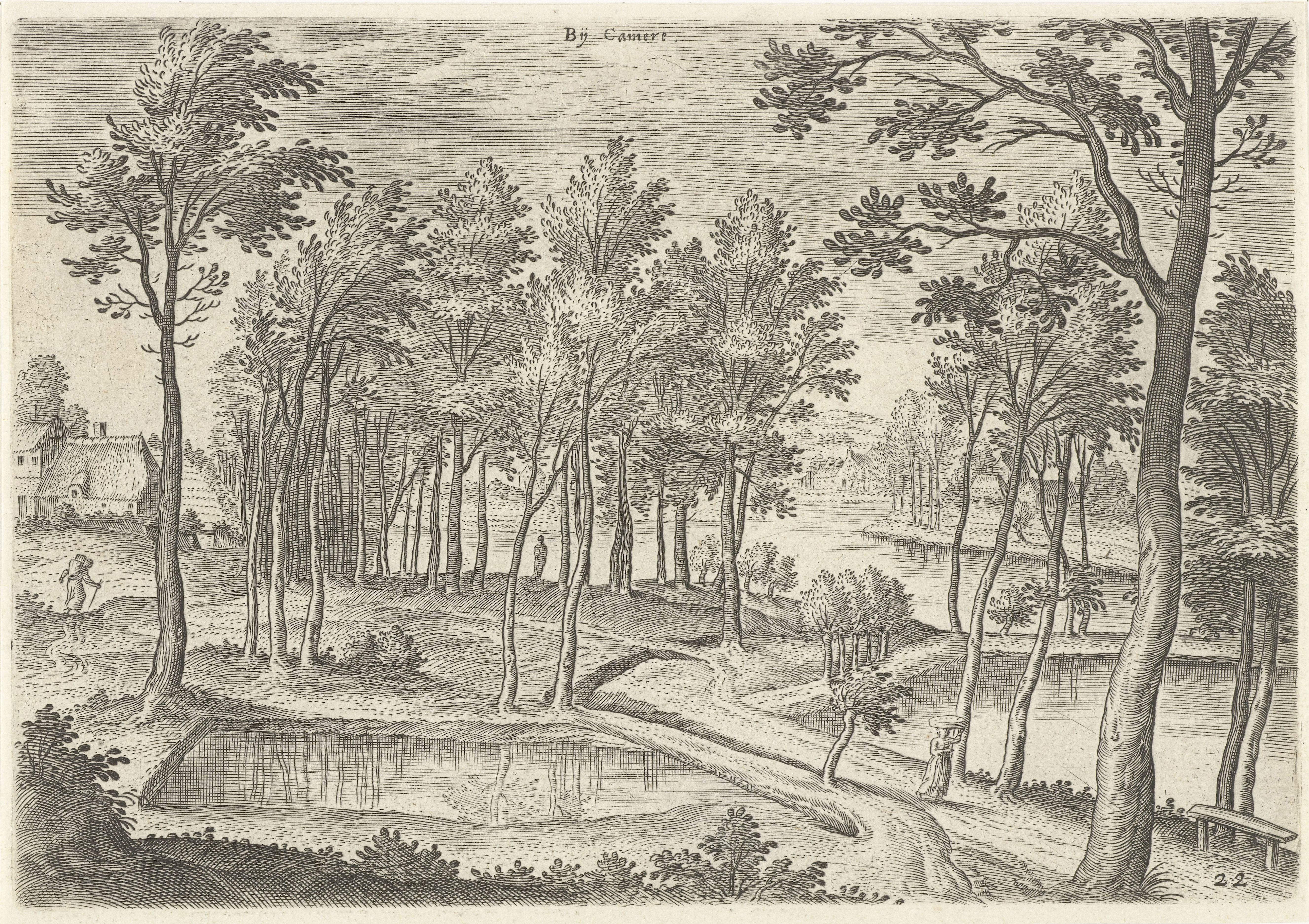
Hans Collaert, Hans Bol, Jacob Grimmer, 1530 - 1580